# اکاسوسو
اکاسوسو (به اسپانیایی: Acassuso) در آرژانتین است که در San Isidro Partido واقع شده‌است.

## خصوصیات
اکاسوسو ۱۲٬۸۴۲ نفر جمعیت دارد و ۱۸ متر بالاتر از سطح دریا واقع شده‌است.